# Manfred Fiedler (Kulturfunktionär)
Manfred Fiedler (* 16. Februar 1925 in Oberfrohna) ist ein ehemaliger deutscher Kulturfunktionär. Er war als Sekretär auf verschiedenen Ebenen innerhalb des Kulturbunds der DDR tätig.

## Leben und Wirken
Manfred Fiedler absolvierte von 1939 bis 1942 eine kaufmännische Ausbildung in Aue. Von 1942 bis 1945 arbeitete er als kaufmännischer Angestellter in Chemnitz.
Nach dem Kriegsende, das er als Soldat erlebt hatte, studierte er am Lehrerseminar Zwickau, um perspektivisch einen Beitrag zum gesellschaftlichen Neuanfang zu leisten. Von 1947 bis 1950 war er Lehrer an der Grundschule Thierfeld im Landkreis Zwickau und von 1950 bis 1952 Referent beim Rat des Kreises Aue. 1952 nahm er in Aue eine Stelle als Kreissekretär der dortigen Kulturbund-Kreisleitung an. 1953 stieg er zum Bezirkssekretär im Kulturbund Karl-Marx-Stadt auf und übte diese Tätigkeit bis 1962 aus. Von 1954 bis 1960 besuchte er die Parteihochschule „Karl Marx“ zwecks eines Studiums der Gesellschaftswissenschaften.
Von 1962 bis 1966 hatte er den Posten des stellvertretenden Vorsitzenden des Bundesvorstands der Gewerkschaft Kunst in Karl-Marx-Stadt inne. Von 1966 bis 1974 war er 1. Bezirkssekretär des Kulturbunds in Karl-Marx-Stadt (zuvor 2. Bezirkssekretär) und Abgeordneter des Bezirkstages.
Eine Aspirantur an der Pädagogischen Hochschule Potsdam folgte von 1967 bis 1973. Er wurde 1973 mit der Dissertationsschrift Kulturtheoretische und theoretisch-ästhetische Probleme der sozialistischen Bewußtseins- und Persönlichkeitsbildung vor allem junger Menschen sowie leitungspolitische Folgerungen für die Entwicklung entsprechender sozialistischer Gemeinschaftsarbeit in den örtlichen Territorien promoviert.
Fiedler engagierte und profilierte sich weiter im Kulturbund und erklärte im Juni 1974 als Antwort auf den Appell zur Festigung unserer Republik: „Auf dem Gebiet der sozialistischen Landeskultur hat sich die aufklärende und erzieherische, wertvolle Erkenntnisse für die Umweltgestaltung vermittelnde Arbeit des Kulturbundes bedeutend verstärkt.“ Er wurde mit Wirkung ab Dezember 1974 zum Bundessekretär des Kulturbunds mit dem Zuständigkeitsbereich Denkmalpflege, Heimatgeschichte sowie Natur und Umwelt gewählt und wirkte zugleich im Präsidium mit. In dieser Zeit hielt er Vorträge und legte Rechenschaft über Betätigungen und Bestrebungen auf den genannten Gebieten ab.
Im März 1988 wurde er stellvertretender Vorsitzender des Zentralvorstands der Gesellschaft für Natur und Umwelt (GNU) innerhalb des Kulturbunds, die die Halbjahres-Zeitschrift Natur und Umwelt herausgab.

## Auszeichnungen
- 1975: Vaterländischer Verdienstorden in Bronze[6]
- 1980: Vaterländischer Verdienstorden in Silber[2][7]
- 1985: Banner der Arbeit Stufe I[8]